# Narjot de Toucy (fallecido en 1293)
Narjot de Toucy (en latín: Nargaldus de Toceio; c. 1250-8 de agosto/16 de agosto de 1293), fue señor de Laterza, capitán general de Durazzo y almirante del Reino de Sicilia en 1277. Por su matrimonio con Lucía de Trípoli, fue conde consorte de Trípoli.

## Biografía
Provenía de la familia de Toucy, de origen borgoñón y de una rama de la cual se estableció en el Imperio latino de Constantinopla, que luego pasó al servicio de Carlos de Anjou, rey de Sicilia.
Después de ser regente del Imperio latino entre 1245 y 1247, su padre Felipe de Toucy fue nombrado almirante del Reino de Sicilia en 1271 y murió en 1277. Narjot lo sucedió en el cargo.
Las pretensiones de su soberano sobre el Reino de Jerusalén favorecieron su matrimonio con Lucía, hermana de Bohemundo VII, príncipe de Antioquía y conde de Trípoli. Sin embargo, la pareja abandonó Tierra Santa para establecerse en Apulia. Bohemundo VII falleció el 19 de octubre de 1287, pero los caballeros de Trípoli prefirieron a Sibila de Armenia, la madre de Bohemundo, en lugar de Lucía. Desafortunadamente, Sibila designó como bailío a Bartolomé, obispo de Tortosa, que era muy impopular. Los tripolitanos derrocaron el gobierno y erigieron el condado en una comuna. Narjot y Lucía luego fueron a Trípoli y pudieron hacer que reconocieran sus derechos mediante negociaciones y concesiones, como el protectorado genovés, pero la ciudad fue conquistada el 26 de abril de 1189 por el sultán mameluco Qalawun.
Narjot y Lucía luego regresaron a Italia.

## Descendencia
Casado hacia 1278 con Lucía, Narjot tuvo solamente un solo hijo:
- Felipe (fallecido después de 1300), señor de Laterza, príncipe titular de Antioquia, conde titular de Trípoli, estuvo casado por breve tiempo con Leonor de Anjou.